# Le Festin du serpent
 (juin 2017).
Le Festin du serpent est un roman policier appartenant à la catégorie thriller écrit par l'auteur français Ghislain Gilberti et paru en 2013 aux Éditions Anne Carrière et en 2015 au format poche Éditions Pocket. Il est composé de quatre parties dont les titres sont tous en rapport avec les sourates du Coran (Prologue : Djihad - I : As-Sarh - II : Al-Isra - III : Al-Mursalate - IV : An-Nisa - Épilogue : Salam).
Malgré la controverse et l'indignation de certains religieux à cause du titre du prologue, l'auteur marque bien la différence entre musulman, qu'il décrit comme largement majoritaires et vivant leur religion dans la paix, et les poignées minoritaires qui prônent l'islamisme. D'ailleurs, le centre de l'intrigue est plutôt tourné vers un autre sujet, la poursuite d'un tueur en série qui éviscère sauvagement ses victimes.
Si l'enquête globale, menée conjointement avec l'assistance d'Interpol, s'étend sur toute l'Europe, l'action se déroule en France, principalement à Paris et sa banlieue. Une partie se déroule à Bordeaux.

## Personnages
- Cécile Sanchez : commissaire de police, responsable d'une section spéciale de l'OCRVP, l'Office central pour la répression des violences aux personnes, elle est aussi psychologue spécialisée dans la criminologie, la victimologie et surtout dans la synergologie, l'étude du langage non verbal, l'analyse posturale et les micro-expressions. D'une sagacité sans faille, elle parvient à entrer dans la tête des suspects comme celles des victimes et à entrer dans des transes révélatrices. Célibataire et sans enfants, elle habite seule, rue de Rivoli, et se consacre entièrement à son travail pour éviter de penser aux traumas d'un passé torturé. On la retrouvera dans Le Baptême des Ténèbres, paru en 2014.
- Ange-Marie Barthélemy : chef d'un groupe de terrain de la sous-direction antiterroriste. Un physique de Titan lui vaut le surnom de « l'Archange ». Son groupe est réuni en meute, pleine de cohésion et lié à leur chef. Mais leur situation est particulière, car s'ils dépendent de la Direction centrale de la police judiciaire, ils partagent les locaux de la Direction centrale du renseignement intérieur à Levallois-Perret. Dans Le Bal des Ardentes (2015), il sera, avec son équipe, au centre de l'intrigue et personnage principal.
- Michel Tournel : médecin légiste très compétent et au physique étrange, toujours souriant. Il est le légiste le plus demandé de l'institut médicolégal du quai de la Rapée.

## Résumé
Cécile Sanchez, commissaire de police spécialisée en criminologie, traque les criminels les plus dangereux et les plus déviants qui sévissent dans l’Hexagone. À la tête d’une section d’élite de l’Office central pour la répression des violences aux personnes (OCRVP), elle est confrontée à un tueur particulièrement brutal, qui éviscère ses victimes avant d’emporter leurs organes.
Ange-Marie Barthélemy, figure légendaire de l’antiterrorisme, traque avec son équipe un groupuscule islamiste radical, ultra-violent, qui parcourt les grandes villes d’Europe : les membres d’An-Naziate – les « Anges qui arrachent les âmes » – ne laissent dans leur sillage que mort, ruines et chaos. Depuis quelques mois, ils sont de retour sur le territoire français : un massacre en plein Paris met le feu aux poudres, et une chasse impitoyable est lancée.
Ces deux affaires délicates, apparemment sans rapport, vont pourtant se croiser et plonger les enquêteurs dans la plus grande confusion. Il va falloir percer ces ténèbres pour découvrir la sinistre vérité. Cécile et Ange-Marie vont apprendre à leurs dépens que le mal ne connaît pas de limites et qu’il n’a pas toujours le visage qu’on attend.

## Accueil
Le livre a été particulièrement soutenu par l'auteur Bob Garcia dans une émission présentée par Patrice Arditti On a des choses à vous dire. Certains blogs littéraires ont lu et apprécié ce premier roman papier de Ghislain Gilberti. Il obtient une note de 4,52 sur Babelio.

## Prix et récompenses
- Grand prix France Bleu des lecteurs 2013.
- Prix Découverte Polars pourpres 2013[4].
- Finaliste du Prix du Meilleur polar francophone 2013 Montigny-lès-Cormeilles
- Nommé pour le prix Classé Premier 2014, avec Ian Manook et Olivier Norek